# María Emma Mannarelli
María Emma Mannarelli Cavagnari (n. Lima; 11 de octubre de 1954) es una escritora e historiadora feminista peruana. Es fundadora y coordinadora del Programa de Estudios de Género de la Universidad Nacional Mayor de San Marcos, donde también ha sido directora de la Escuela de Historia y coordinadora de la Maestría en estudios de Género y Desarrollo.

## Trayectoria
Nació en Lima. Cimientó su vocación en el ambiente familiar, donde su abuela recordaba con orgullo las hazañas de su padre durante la guerra con Chile. 
Estudió Historia en la Pontificia Universidad Católica del Perú, donde obtuvo el grado de bachiller con la tesis titulada Jorge Basadre: su obra y "La República Aristocrática" (1982), licenciándose posteriormente. Realizó estudios de posgrado en la Universidad de Columbia (Nueva York), donde obtuvo un doctorado en Historia (1994). 
A su retorno al Perú fue fundadora y coordinadora del Programa de Estudios de Género de la Universidad Nacional Mayor de San Marcos, donde es profesora principal de la Facultad de Ciencias Sociales. Se ha desempeñado como profesora Visitante de la Universidad de Harvard, de la Universidad de Stanford, de la Universidad de California en Davis, de la Universidad de Columbia, y del College of the Holy Cross, así como de la Universidad Peruana Cayetano Heredia, de la Universidad Andina Simón Bolívar, Sede Ecuador, etc. Ha recibido becas de investigación de la Tinker Foundation, de la Fundación Carlos Chagas, de la Fundación Fulbright, del Consejo Latinoamericano de Ciencias Sociales, de SEPHIS, y de la John Simon Guggenheim Memorial Foundation.
Es investigadora en el Centro de la Mujer Peruana Flora Tristán.
Fue jefa institucional de la Biblioteca Nacional del Perú, cargo que ocupó del 2018 a noviembre de 2019.

## Publicaciones
- Jorge Basadre: su obra y "La República Aristocrática" (1982)
- Inquisición y mujeres: las hechiceras en el Perú durante el siglo XVII (1987) Centro de documentación de la mujer.[3]
- Sexualidad y desigualdades genéricas en el Perú del siglo XVI (1990)
- Algunas reflexiones a propósito de la investigación sobre mujeres y género en el Perú (1991)
- La deshonra femenina y las jerarquías sociales (1993)
- Pecados públicos: la ilegitimidad en Lima, siglo XVII (1993)[4]
- Cuerpo femenino y discurso médico (1996)
- Hechiceras, beatas y expósitas: mujeres y poder inquisitorial en Lima (1998) Ediciones del Congreso del Perú.[5]
- Limpias y modernas: género, higiene y cultura en la Lima del novecientos (1999)
- El poder de los sexos: la destrucción de las imprentas (2002)
- La infancia y la configuración de los vínculos en el Perú. Un enfoque histórico (2002
- Historia de la infancia en América Latina con Rodríguez, Pablo (2007) Universidad Externado de Colombia[6]
- La domesticación de las mujeres. Patriarcado y género en la historia peruana (2018). LaSiniestra Ensayos.